# Ortaderesin
Ortaderesin (kazakiska: Orta Deresin) är en ort i Kazakstan.   Den ligger i oblystet Qaraghandy, i den östra delen av landet, 600 km sydost om huvudstaden Astana. Ortaderesin ligger 346 meter över havet och antalet invånare är 388.
Terrängen runt Ortaderesin är mycket platt.  Trakten runt Ortaderesin är nära nog obefolkad, med mindre än två invånare per kvadratkilometer. Trakten runt Ortaderesin består i huvudsak av gräsmarker.